# جیمز گریفیتس (کارگردان)

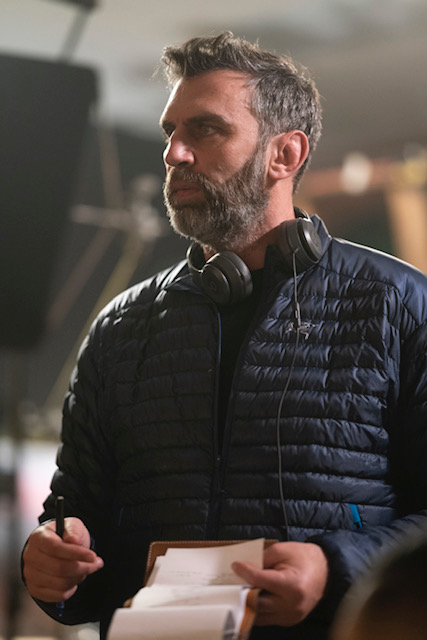
جیمز گریفیتس

جیمز گریفیتس (به انگلیسی: James Griffiths) یک کارگردان سینمایی و تلویزیونی بریتانیایی ست. از کارهای او می‌توان به خشم کوبایی، بالاترین زنگ، ماموران آزاد، سریال بریتانیایی-امریکایی اپیزودها و سریال تمام شب بالا (Up All Night) اشاره کرد.